# Maurice Mathis
Maurice Mathis (* 9. Mai 1999 in Hohenems) ist ein österreichischer Fußballspieler.

## Karriere

### Verein
Mathis begann seine Karriere beim VfB Hohenems. Zur Saison 2013/14 kam er in die AKA Vorarlberg. Zur Saison 2015/16 wechselte er nach Deutschland in die B-Jugend des TSV 1860 München. In der Saison 2015/16 absolvierte er 16 Spiele in der B-Junioren-Bundesliga, in denen er sechs Tore erzielte.
Zur Saison 2016/17 rückte er in den Kader der A-Junioren. In der Saison 2016/17 kam er zu 17 Einsätzen in der A-Junioren-Bundesliga, in denen er ohne Torerfolg blieb. Zu Saisonende musste er mit 1860 aus dieser absteigen. Im Juli 2017 stand er gegen den SV Heimstetten erstmals im Kader der Zweitmannschaft von 1860. Sein Debüt für diese in der Bayernliga gab er im August 2017, als er am siebten Spieltag der Saison 2017/18 gegen den TSV Dachau 1865 in der 59. Minute für Daniel Živković eingewechselt wurde. Im Oktober 2017 erzielte er bei einem 3:1-Sieg gegen den BCF Wolfratshausen sein erstes Tor in der fünfthöchsten Spielklasse.
Zur Saison 2018/19 wechselte er zum VfV 06 Hildesheim. Für Hildesheim absolvierte er in jener Saison 25 Spiele in der Oberliga, in denen er fünf Tore erzielte.
Zur Saison 2019/20 kehrte er nach Österreich zurück und wechselte zum Zweitligisten FC Dornbirn 1913. Sein Debüt in der 2. Liga gab er im Juli 2019, als er am ersten Spieltag jener Saison gegen den SC Austria Lustenau in der 74. Minute für Egzon Shabani eingewechselt wurde. In zwei Spielzeiten in Dornbirn kam er zu 40 Zweitligaeinsätzen, in denen er drei Tore erzielte. Nach der Saison 2020/21 verließ er den Verein.
Nach einem halben Jahr ohne Klub wechselte er im Jänner 2022 zum Regionalligisten FC Lauterach.

### Nationalmannschaft
Mathis spielte im April 2014 erstmals für eine österreichische Jugendnationalauswahl. Im August 2015 debütierte er gegen Russland für die U-17-Mannschaft. Mit dieser nahm er 2016 auch an der EM teil, bei der man im Viertelfinale an Portugal scheiterte. Mathis kam während des Turniers in zwei der vier Spiele Österreichs zum Einsatz.

## Persönliches
Sein Bruder Raphael (* 1996) ist ebenfalls Fußballspieler.